# Rose Hall

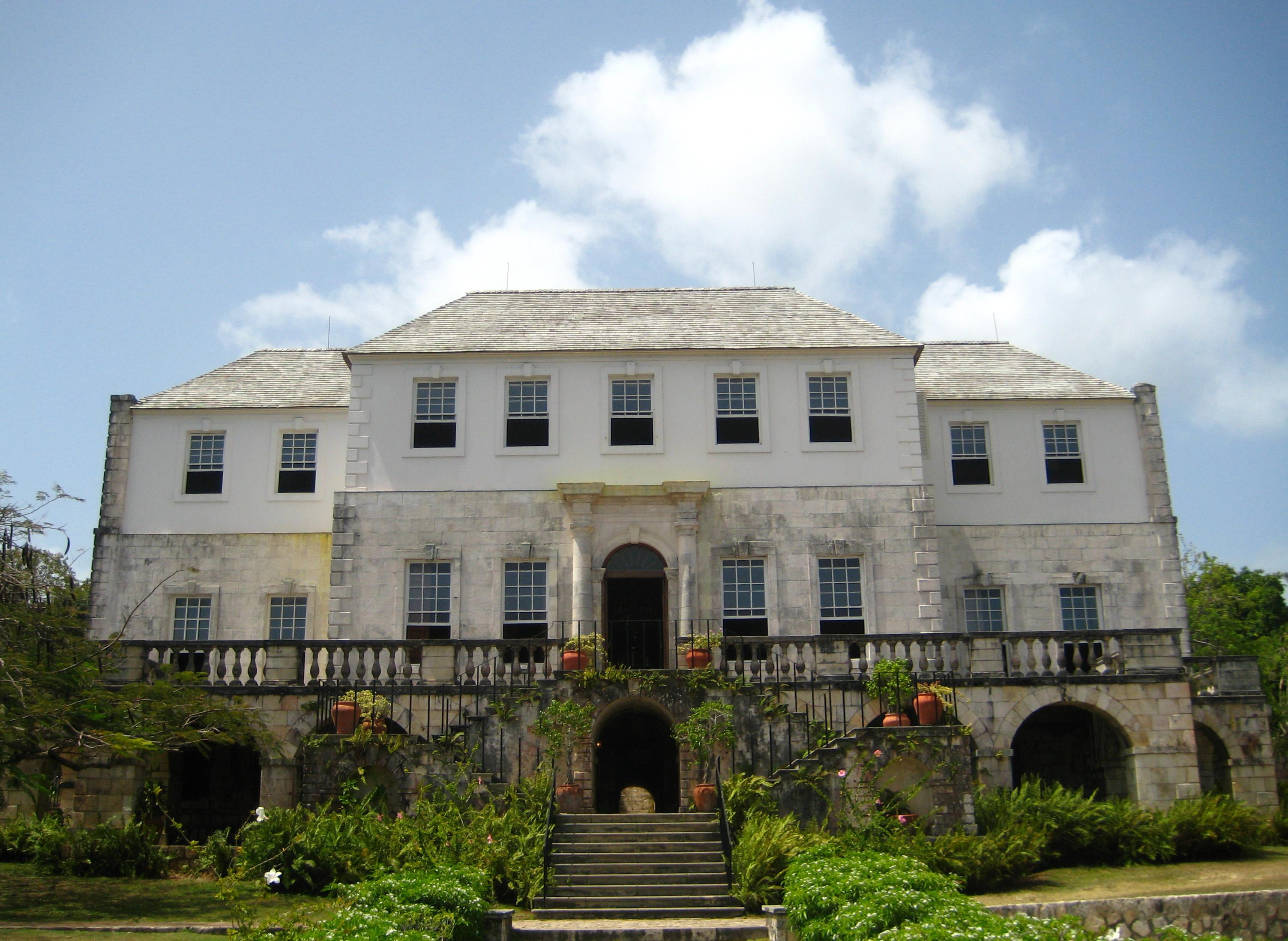
Fachada do Rose Hall, Jamaica

Rose Hall, um dos mais famosos palácios da Jamaica, é a Casa Grande duma antiga plantação de cana-de-açúcar chamada Rose Hall Plantation. O edifício, construído em estilo georgiano, fica situado nas proximidades, para leste, de Montego Bay, a curta distância da estrada que liga aquela cidade a Ocho Rios. A história do palácio está intimamente ligada a uma das mais conhecidas personagens do imaginário jamaicano, Annie Palmer, a Bruxa Branca.

## História
Inicialmente, a plantação que daria origem à Rose Hall Plantation tinha o nome de True Friendship (Verdadeira Amizade). Em 1746, Henry Fanning comprou 290 acres de férteis campos de cana de açúcar, casando pouco depois com a Rosa Kelly, vindo a morrer apenas 6 meses após o casamento. Rose casaria ainda mais quatro vezes: em 1750, com o plantador George Ash, que viria a falecer em 1752; em 1755 com o Hon. Norwood Witter, falecido 13 anos depois e, finalmente, em 1767, com John Palmer, proprietário da plantação vizinha, Palmyra, e pai de dois filhos que viviam em Inglaterra. Foi este casal que construiu Rose Hall, um palácio que se tornaria no principal cenário da elite jamaicana durante um século, da década de 1770 à década de 1870. Rose Hall foi, então, a maior das Casas Grandes da Jamaica.
Os Palmer viveram ali felizes durante 23 anos, até à morte de Rose, em 1790. Rose deixou toda a plantação ao marido, John voltou a casar dois anos depois com a jovem Rebecca Ann James, de 20 anos, vindo a falecer uns cinco anos depois e deixando tudo em testamento aos seus filhos. Rebecca deixou a Jamaica para viver em Inglaterra e, pela ausência dos dois herdeiros, a plantação passou para as mãos dum sobrinho-neto de John Palmer, de nome John Rose Palmer, que se apoderou da propriedade, o qual viria a casar-se com Annie May Petterson, que se tornaria na famosa Bruxa Branca de Rose Hall.

### Annie Palmer, a Bruxa Branca

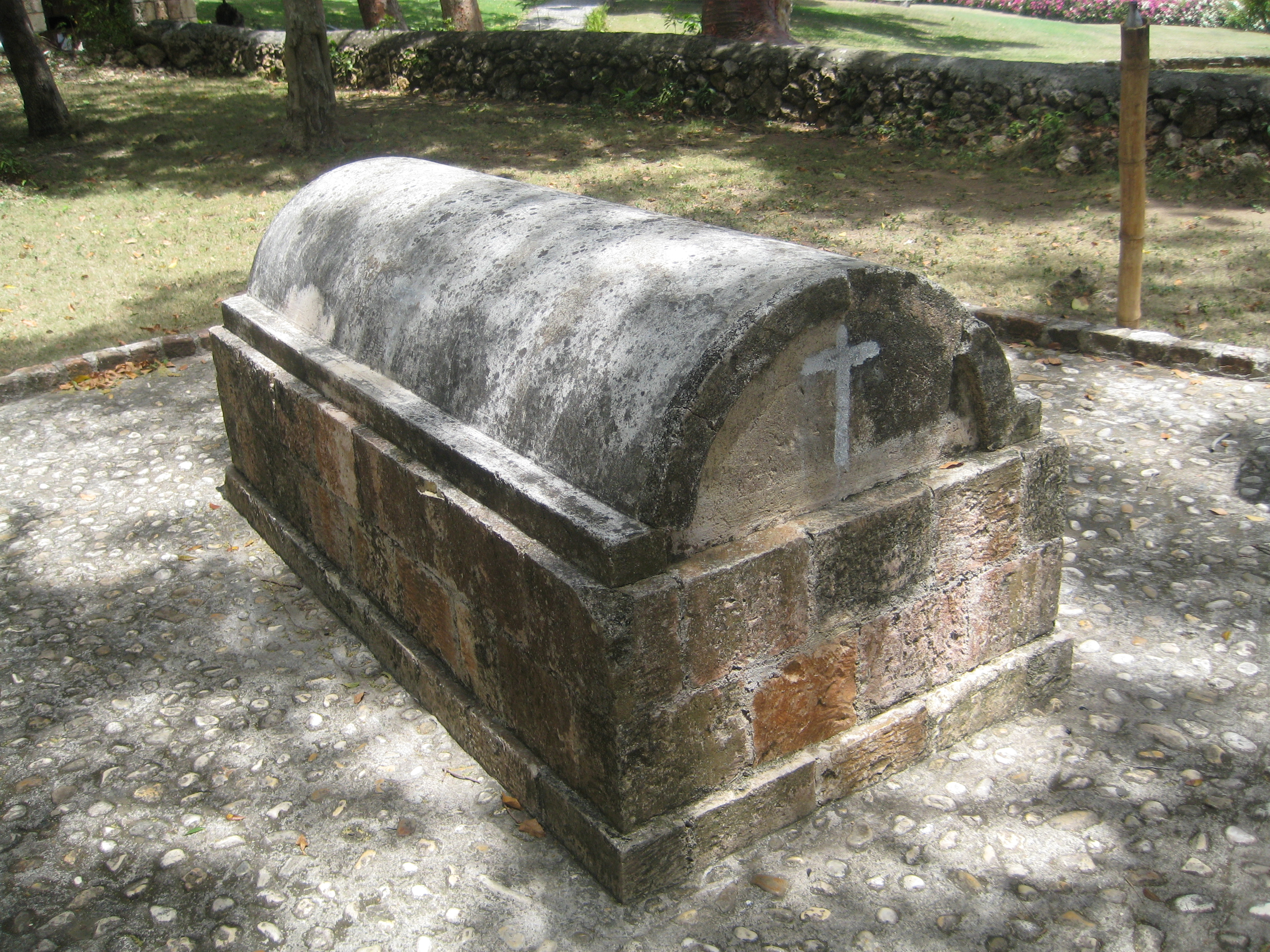
Túmulo de Annie Palmer no Rose Hall.

Annie Palmer, a figura que entraria no folclore jamaicano como a Bruxa Branca (White Witch), nasceu em Paris por volta de 1803.
De acordo com a lenda, Annie era uma mulher de baixa estatura mas de grande beleza. Aos 10 anos de idade, terá viajado com os pais para o Haiti, que ali viriam a falecer de febre amarela. Órfã, terá sido adotada pela sua ama haitiana, alegadamente uma rainha vodu que a introduziu nas artes da magia negra. Em 1820, aos 17 anos de idade, chegou à Jamaica como esposa de John Palmer, o proprietário da Rose Hall Plantation. Apesar da propriedade ser uma plantação de sucesso, com mais de 2.000 escravos a trabalhar nos seus campos, Annie tinha sede de poder, sentindo necessidade de controlar tudo e todos em seu redor. Diz-se que teve vários amantes entre os seus escravos e que terá assassinado vários deles, assim como John Palmer e os dois maridos, igualmente ricos, que se lhe seguiram.
A lenda diz que Annie terá sido assassinada na sua própria cama, através duma mistura de forças físicas e vodu, depois de ter assassinado o genro do seu capataz, durante a Grande Revolta de Escravos Jamaicana de 1831-32. O corpo foi sepultado imediatamente atrás do Rose Hall, num túmulo destinado a guardá-lo para a eternidade, e foi executado um ritual vodu para assegurar que isso aconteceria. No entanto, dizem que esse ritual não foi completamente concluído e que, por isso, o seu espírito ainda circula pelo palácio e pela plantação, sendo vista a andar a cavalo de noite atrás de escravos fugidos ou na varanda do edifício a olhar os campos...

## Descrição
Rose Hall é amplamente reconhecido como um edifício visualmente impressionante e como o mais famoso na Jamaica. Trata-se dum palácio rural em estilo georgiano, com uma base em pedra e um andar superior rebocado, elevado na encosta duma colina e com vista panorâmica sobre o Mar das Caraíbas.
Em 1965, Rose Hall foi comprado pela antiga Miss EUA Michele Rollins e pelo seu marido empresário John Rollins. O edifício setecentista foi, então, restaurado pelo casal com grande dispêndio pessoal e devolvido ao seu antigo esplendor. Foram instalados pavimentos, vãos de janelas e portas interiores em mogno, tectos apainelados e cobertos de madeira. O palácio está decorado com papel de seda imprimido com palmeiras e pássaros, ornamentado com candeeiros e mobilado, principalmente, com antiguidades europeias. Com o restauro, foi concebido um circuito pelo edifício que mostrasse a história esclavagista de Rose Hall, o antigo esplendor e acessórios originais.

## Atualidade
Atualmente, Rose Hall é usado como um museu para os turistas que desejam ver onde Annie Palmer comia, dormia e também áreas da casa que se diz que ela assombra; possivelmente áreas onde os assassinatos tiveram lugar, como por exemplo o seu quarto, onde terá sufocado um dos seus amantes com um travesseiro. No fundo das escadas existe um bar e um restaurante.
Rose Hall também é conhecido pelas suas tenebrosas lendas, por relatos de assombrações e pela existência de supostos túneis subterrâneos. Existem poucas evidências que suportem a lenda além da versão escrita por H. G. de Lisser na sua novela de 1928, The White Witch of Rose Hall.

## Rose Hall na literatura
- Herbert G. de Lisser popularizou a história da Bruxa Branca com a sua novela The White Witch of Rosehall, de 1928  (ISBN 0510199046).
- A história foi retomada por Mike Henry na novela Rose Hall's White Witch: The Legend of Annie Palmer, de 2006 (ISBN 976-8184-80-9)